# Скриточуб фуджіянський
Скриточу́б фуджіянський (Phylloscopus soror) — вид горобцеподібних птахів родини вівчарикових (Phylloscopidae). Гніздиться в Китаї, зимує в Південно-Східній Азії. Раніше цей вид відносили до роду Скриточуб (Seicercus), однак за результатами молекулярно-філогенетичного дослідження, опублікованого у 2018 році, його було переведено до роду Вівчарик (Phylloscopus).

## Опис
Довжина птаха становить 11-12 см, Верхня частина тіла зелена. Голова сіра, на тімені чорні смужки, обличчя оливково-зелене, навколо очей яскраво-жовті кільця. Крила темно-сірі з вузькими зеленими кінчиками. Нижня частина тіла лимонно-жовта. Хвіст відносно короткий.

## Поширення і екологія
Фуджіянські скриточуби гніздяться у вічнозелених широколистяних гірських лісах центрального і південного Китаю, на висоті до 1500 м над рівнем моря. Взимку вони мігрують на південь, до М'янми, Таїланду, Лаосу, В'єтнаму і Камбоджі. Живляться комахами.